# Antilopenhaus (Zoologischer Garten Berlin)

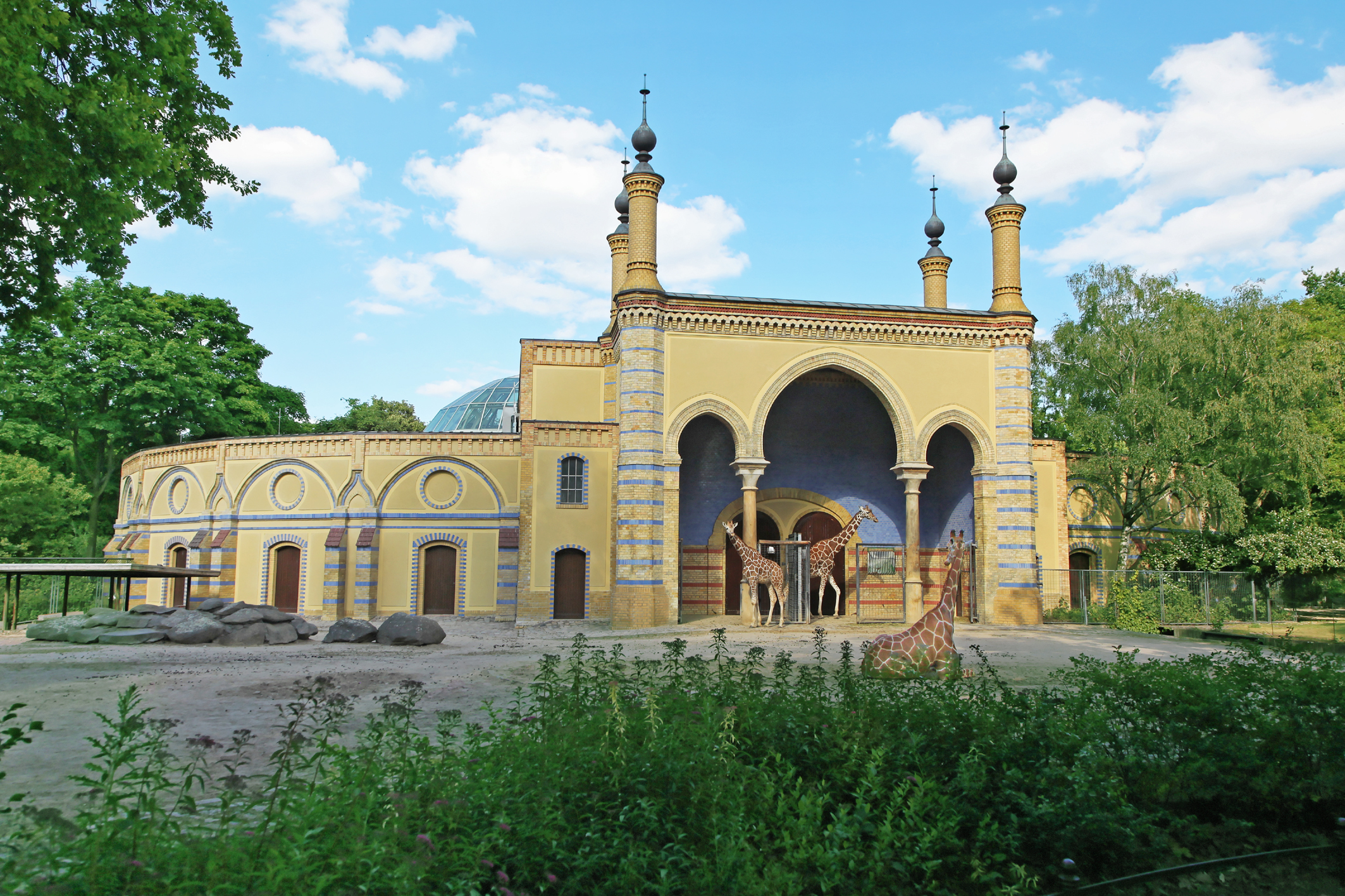
Das Antilopenhaus im Berliner Zoo

Das Antilopenhaus ist ein orientalisches Antilopen- und Giraffenhaus im Zoologischen Garten Berlin.

## Geschichte

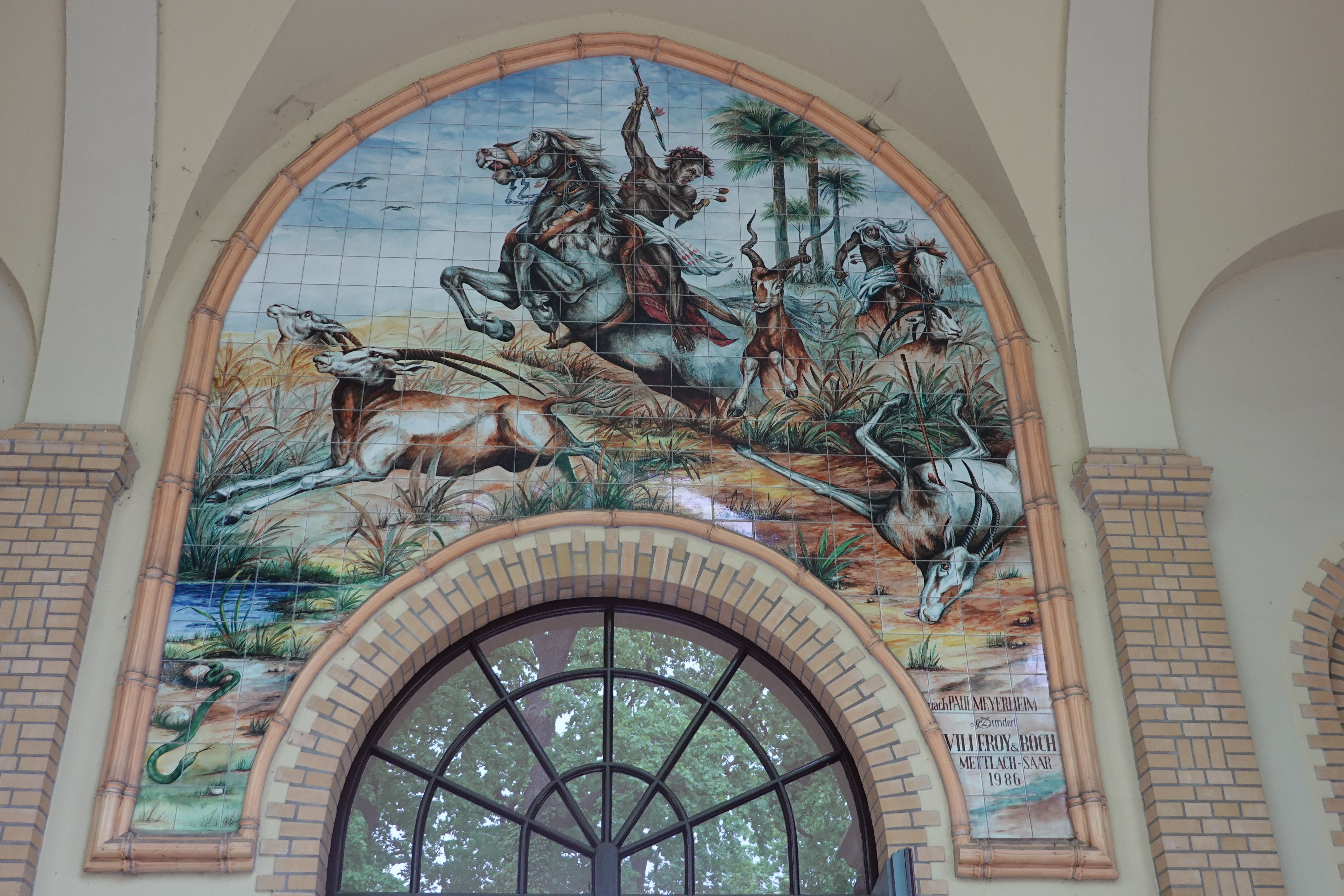
Das von Villeroy und Boch rekonstruierte Mosaik

Im Dezember 1870 berichtete die Vossische Zeitung erstmals über das Bauvorhaben. Die Bauarbeiten begannen 1871 und wurden Anfang 1872 abgeschlossen. Das Antilopenhaus wurde am 28. Mai 1872 durch Kaiser Wilhelm I. eröffnet. Zu dieser Zeit war es, aufgrund seiner beeindruckenden Größe und Form, eine architektonische Neuheit. Im Jahr 1873 fand hier das Dreikaisertreffen zwischen Kaiser Wilhelm I., Kaiser Alexander II. von Russland und Kaiser Franz Joseph I. von Österreich statt. Im Zweiten Weltkrieg wurde der Bau stark beschädigt, wobei jedoch die eigentliche Konstruktion standhielt. In der Nachkriegszeit wurde das Bauwerk in vereinfachter Weise instand gesetzt. Außerdem begann man außer den Antilopen auch Giraffen in dem Bau zu halten. Ab 1984 wurde der Bau denkmalgerecht instand gesetzt. Das Bauwerk beherbergt heute außerdem ein Museum zur Geschichte des Zoos.

## Beschreibung
Das Antilopenhaus ist 2.000 Quadratmeter groß. Es bildet den Blickpunkt vieler Sichtachsen des Zoos und hat 8 Minarette, die bei der Restaurierung Kupferdächer erhalten haben. Ursprünglich waren diese vergoldet. Zur Erbauungszeit befand sich hinter jeder der 21 Außentüren je ein Tiergehege. Die Anzahl wurde später reduziert. Am Eingangsportal befindet sich das Mosaik Antilopenhetze im Sudan, das 1984 von Villeroy und Boch wiederherstellt wurde. Bei der Restaurierung wurde auf einige vorhandene Pläne von 1871 sowie Aufmaßzeichnungen von 1950/51 zurückgegriffen. Vor allem die Minarette und die tragenden zwei Sandsteinsäulen mit den Antilopenkapitellen entstanden nach diesen Plänen.